# Urdeș
Urdeș falu Romániában, Erdélyben, Fehér megyében. Közigazgatásilag Alsóvidra községhez tartozik.

## Fekvése
Aranyosponor közelében fekvő település.

## Története
Urdeş az Erdélyi-középhegység Alsóvidrához tartozó, hegyoldalakon elszórtan fekvő mócok lakta apró, pár házból álló falvainak egyike, amely korábban Aranyosponor része volt. 1956 körül vált külön településsé 68 lakossal.
1966-ban 60, 1977-ben 69, 1992-ben 45, 2002-ben pedig 22 román lakosa volt.